# Oratorio della Madonna del Buon Consiglio (Cevio)
L'oratorio della Madonna del Buon Consiglio (o  Cappella della Madonna del Buon Consiglio, dai Cevesi è chiamata Gesina) è un edificio religioso che si trova a Cevio in Canton Ticino.

## Storia e descrizione
L'oratorio della Madonna del Buon Consiglio fu edificato nel XVIII, un edificio a navata quadrata con un coro anch'esso quadrato e dalla facciata riccamente articolata. Sull'altare maggiore è presente il dipinto della Madre del Buon Consiglio con i santi Tommaso con la fiammella e Luigi Gonzaga con il giglio.
L'oratorio negli anni ha avuto diversi restauri nel 1876 e nel 1987, dal 2014 sono in corso i nuovi lavori di restauro.